# Kapelle Bruck

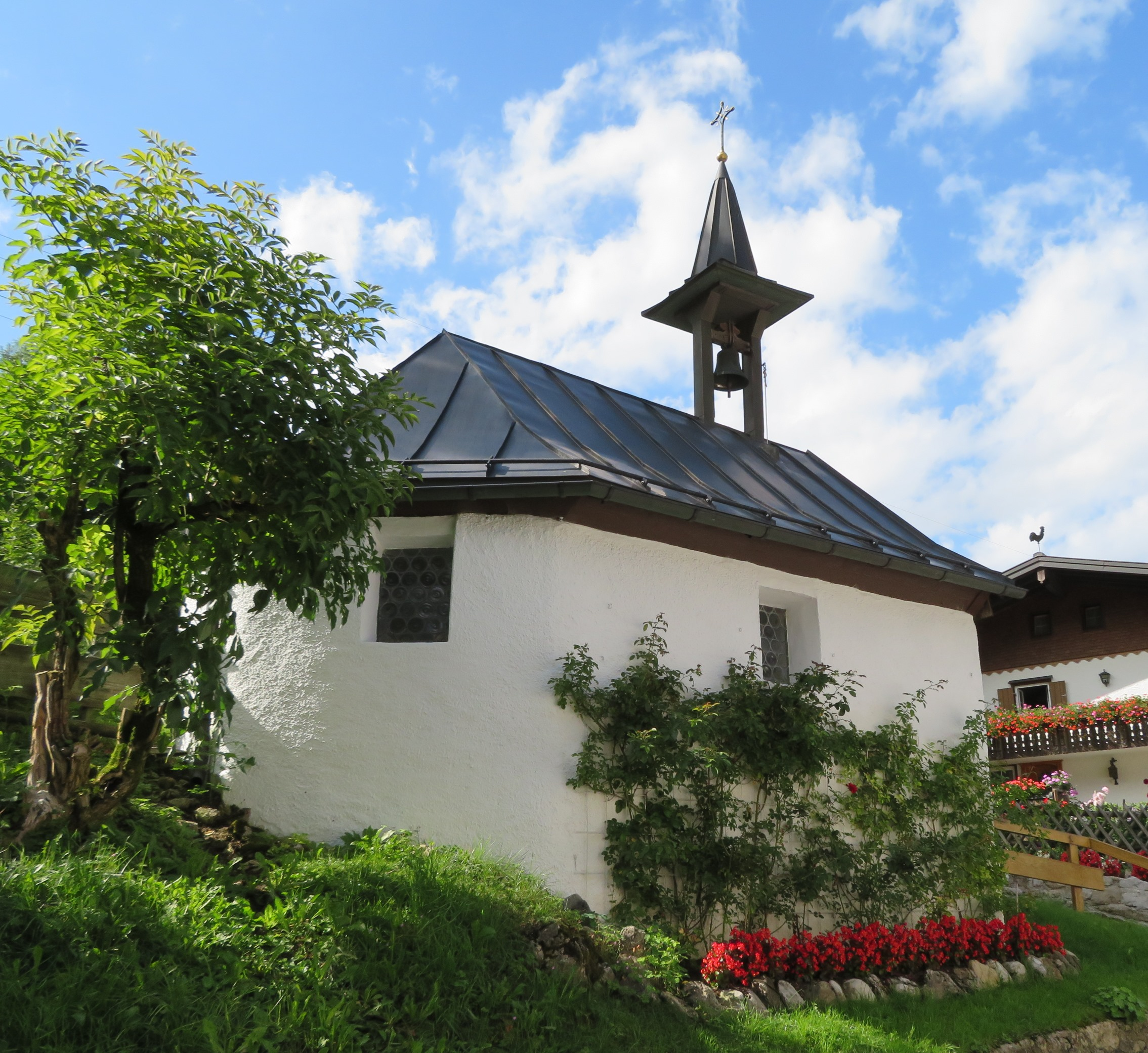
Kapelle in Bruck

Die Kapelle in Bruck, einem Ortsteil von Bad Hindelang im Landkreis Oberallgäu, ist ein Bauwerk aus dem späten 18. Jahrhundert und steht unter Denkmalschutz.

## Beschreibung
Die Kapelle wurde aus Rollsteinmauerwerk auf einem Felsriff am Weg von Bad Oberdorf nach Hinterstein westlich der Ostrach errichtet. Das verputzte Bauwerk trägt ein Schindeldach mit zweiständrigem Dachreiter. Das nahezu quadratische Schiff und der dreiseitig geschlossene Chor besitzen eine flache Putzdecke. Die Mensa ist modern; darauf befindet sich eine hochbarocke bäuerliche Kreuzigungsgruppe. Der Christus trägt ein seitlich ausschwingendes Schamtuch, die Maria streckt ihre linke Hand aus, während die rechte auf ihrer Brust liegt, Johannes steht im Kontrapost. Die Figurengruppe ist Werken aus dem Werkstattkreis um den Immenstädter Künstler M. Beisch ähnlich.